# Palacios de Sanabria
Palacios de Sanabria è un comune spagnolo di 319 abitanti situato nella comarca di Sanabria, provincia di Zamora, appartenente alla comunità autonoma di Castiglia e León.
Questo luogo ha preso tristemente visibilità per colpa dell'incidente del calciatore del  Liverpool Diogo Jota in cui ha perso la vita insieme a suo fratello Andre Silva.